# Scott Shriner

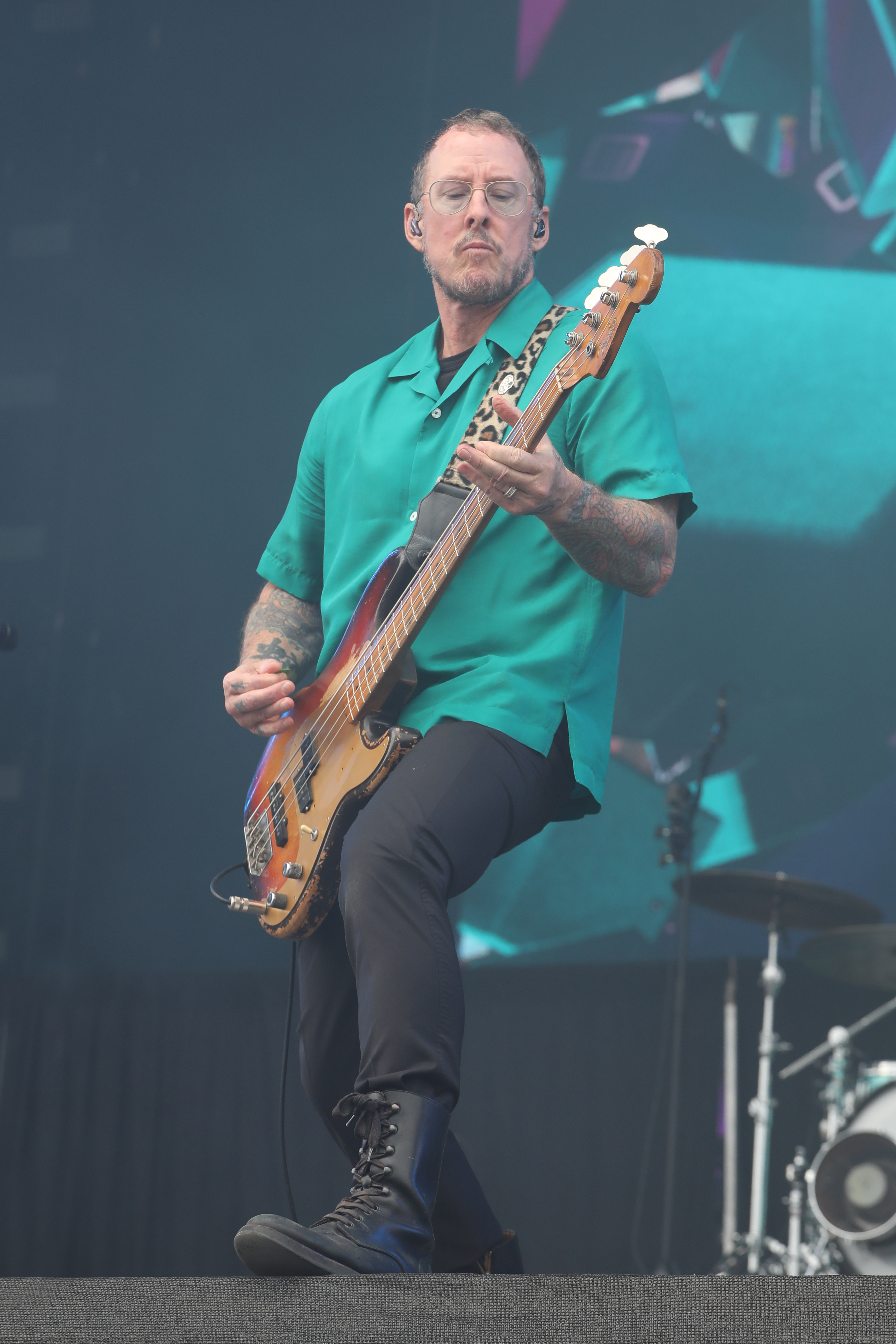
Scott Shriner (2022)

Scott Gardner Shriner  (* 11. Juli 1965 in Toledo, Ohio) ist ein US-amerikanischer Musiker, der vor allem als Mitglied der Rockband Weezer bekannt ist, mit der er zwölf Studioalben aufgenommen hat. Shriner trat der Band 2001 bei und ist der Bassgitarrist der Band, der am längsten im Einsatz ist.

## Leben
Vor seiner musikalischen Karriere war Shriner Mitglied des US Marine Corps. Im Alter von 25 Jahren zog er nach Los Angeles, um eine Musikkarriere zu verfolgen, und besuchte das Musicians Institute. Anschließend trat Shriner mit mehreren unabhängigen Bands auf und tourte als Mitglied der Begleitband von Vanilla Ice zur Unterstützung des Nu-Metal-Albums Hard to Swallow des Rappers.
Im Jahr 2001 schloss sich Shriner der Band Weezer auf provisorischer Basis an, nachdem Bassgitarrist Mikey Welsh die Band aus persönlichen Gründen verlassen hatte. Als er Welshs Vollzeit-Ersatz wurde, gab Shriner sein Plattendebüt auf dem vierten Studioalbum der Band, Maladroit (2002). Während der Tour der Band zum fünften Studioalbum, Make Believe (2005), gab Weezer-Frontmann Rivers Cuomo seine Rolle als Leadsänger zeitweise ab, damit Shriner und seine Bandkollegen Brian Bell und Patrick Wilson bei bestimmten Songs den Leadgesang übernehmen konnten. Diese erhöhte Gesangsverantwortung wurde auf das selbstbetitelte Album der Band aus dem Jahr 2008 (auch bekannt als „Red Album“) übertragen, auf dem Shriner den Leadgesang bei „Cold Dark World“ mitschrieb und sang und bei „King“ den Leadgesang übernahm.
Shriner trat auch einige Zeit im Nebenprojekt „The Special Goodness“ seines Bandkollegen Patrick Wilson auf.